# Raab (mitologia)
Raab o Rahab, in ebraico רַהַב, è un mostro della mitologia ebraica e di altre culture del Vicino Oriente. Viene associato al mare in tempesta e più generalmente al caos primordiale. In ebraico il nome significa "orgoglio", "superbia". Nella Bibbia compare anche come nome poetico per indicare l'Egitto.

## Personificazione poetica del mare in tempesta
La descrizione della Creazione in Genesi mette in evidenza interventi non di creazione ex nihilo, ma di separazione, ad esempio della luce dalle tenebre, interventi cioè di eliminazione del caos primigenio. Uno di questi interventi è la separazione della terra asciutta dalle acque, che vengono raccolte nei mari (Gn 1,9-10). Il racconto biblico della Creazione nel primo capitolo di Genesi, a differenza dalle altre culture antiche, non personifica né divinizza nessuna delle entità naturali fondamentali, come appunto il mare oppure la terra e il cielo.
La personificazione del mare in tempesta in un mostro mitologico compare solo in testi biblici del genere poetico:
- Ad esso si accenna nel Libro di Giobbe, quando l'autore elenca i poteri straordinari di Dio, fra cui, appunto, "Con forza agita il mare e con intelligenza doma Raab" (Gb 26,12[5]).

Raab, quindi, è la personificazione poetica della furia del mare che sommerge la terraferma con i suoi flutti. Raab domato ha dovuto permettere l'emersione della terra asciutta e addirittura cedere a Dio tutto il potere decisionale sul moto delle onde dei mari in tempesta.
- Analogamente il salmo 88 afferma: "Tu domini l'orgoglio del mare/ tu plachi il tumulto dei suoi flutti/ Tu hai calpestato Raab come un vinto" (vv. 10-11 nella traduzione CEI 1971)

## Identificazione in altre culture
Secondo diversi autori, Raab potrebbe essere solo un nome più tardo per indicare il Leviatano, come risulta dalla somiglianza fra Giobbe 26,12-13 e Isaia 27,1.  Mentre Raab è il nome proprio del mostro, in altri testi Raab viene indicato col nome generico di "serpente/dragone" (tannin), parola che nell'ebraico moderno indica il coccodrillo.
La personificazione del mare in un mostro primordiale è caratteristica di altre culture semitiche dell'Antico Vicino Oriente. 
Nella religione babilonese, per esempio, compare la dea delle tenebre e del caos Tiāmat, un drago marino che viene sconfitto da Marduk nel poema Enūma eliš.
Raab, quindi, corrisponderebbe al dragone con sette teste dei testi ugaritici e mesopotamici, benché tale caratteristica sia ignorata nei testi biblici, che pure descrivono altri attributi fisici (per esempio il fumo dalle narici). Solo nel salmo 74, al v. 14, si usa il plurale per indicare le teste del Leviatano, senza però indicarne il numero.

## Identificazione con le acque del Mar Rosso
Il nome Raab compare anche in descrizioni poetiche della liberazione di Israele dall'Egitto e in particolare dell'attraversamento del Mar Rosso (Is 51,9-10). L'intervento divino, che rese possibile agli ebrei il passaggio camminando sul fondo asciutto del mare (Es 14,21-22), è implicitamente paragonato all'emersione della terra asciutta durante la Creazione (Gn 1,9-10): in entrambi i casi la comparsa dell'asciutto viene presentata poeticamente come una vittoria su Raab.  Nel racconto biblico della Genesi, in realtà, non figura alcun mostro marino: si tratta di un tema preso in prestito dalla mitologia fenicia e babilonese e perciò noto agli ebrei soprattutto dopo l'esilio babilonese.

## Nome poetico per l'Egitto
In altri testi, poi, Raab è solo un nome poetico per l'Egitto (Is 30,7; Sal 87,4 ossia nella numerazione della Vulgata Sal 86,4), un paese che viene sommerso ogni anno dalle inondazioni del Nilo. Secondo l'esegesi ebraica, però, l'Egitto e il mare sarebbero chiamati "Raab" solo per la loro arroganza rumorosa (si veda il significato del vocabolo), senza alcun significato mitologico.

## Nome di un demonio
Il giudaismo ha interpretato gli dei pagani come angeli decaduti, cioè demoni. Secondo il Talmud babilonese (Baba Batra, 74b) anche Rahab è un demonio, il "Principe del Mare" ("Sar shel Yam"). La separazione delle terre emerse dal mare è drammatizzata dal Midrash Tanchuma Buber in cui Dio ordina al "principe del mare" di ingoiare le acque defluite dalla terra e davanti al suo rifiuto lo uccide. Il testo del midrash interpreta il versetto di Giobbe 26,12 sopra citato.

## Nella cultura di massa
- Nel videogioco arcade The Ocean Hunter, il boss finale è Raab, per la precisione denominato Rahab e presentato come divinità primigenia del mare; vi si scopre che Dagon e Poseidon sono di fatto due suoi aspetti.